# Chrysopa eudora
Chrysopa eudora is een insect uit de familie van de gaasvliegen (Chrysopidae), die tot de orde netvleugeligen (Neuroptera) behoort. 
Chrysopa eudora is voor het eerst wetenschappelijk beschreven door Banks in 1937.